# 蔡家岗站
蔡家岗站是一个水张线上的铁路车站，位于安徽省淮南市谢家集区蔡家岗街道，建于1944年，目前为三等站，邮政编码为232052。目前客运：办理旅客乘降；行李、包裹托运；货运：办理整车、零担货物发到；不办理危险货物发到。